# Série M 1 a 7 da CP

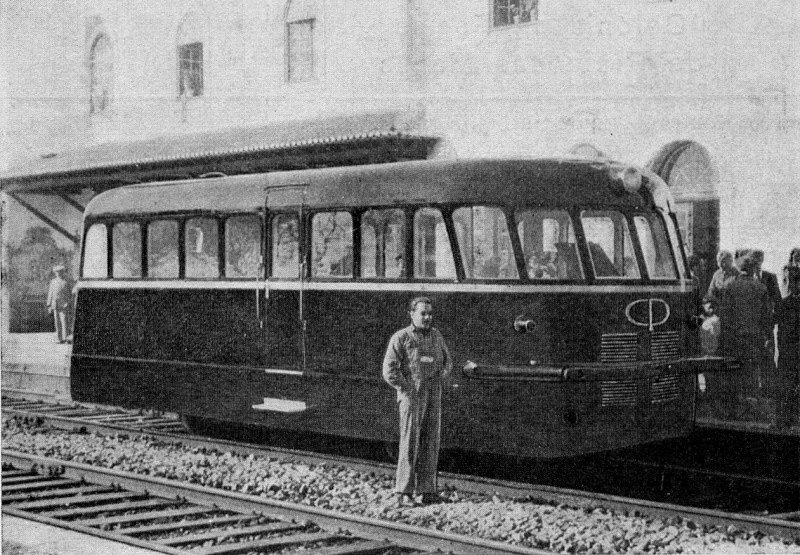
Automotora CP M 1 a 7

A Série M 1 a 7, igualmente conhecida como Automotora Nacional, Caixa de fósforos, ou Gracinda, foi um tipo de automotora, que era utilizada pela Companhia dos Caminhos de Ferro Portugueses no Ramal de Cáceres, na Linha do Leste, e em vários ramais Alentejanos, em Portugal.

## Descrição
Esta série era composta por sete automotoras, que utilizavam motores Chevrolet de noventa cavalos, podendo funcionar a gasolina ou gasogénio. Foi principalmente utilizada em vários ramais no Alentejo, na Linha do Leste, e no Ramal de Cáceres.

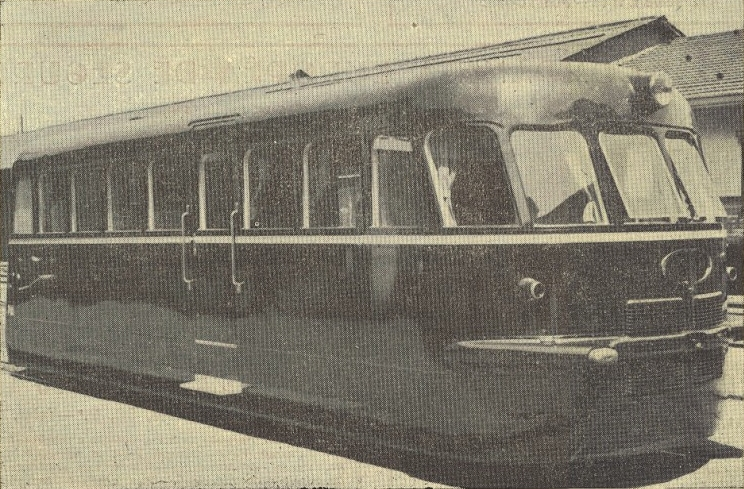
Automotora da Serie M1 a M7.

## História
Foram construídas nas oficinas de Santa Apolónia da Companhia dos Caminhos de Ferro Portugueses, entre 1943 e 1948, segundo um projecto do engenheiro Vasco Viana. Foram introduzidas ao serviço para fazer face às necessidades de material circulante nas ligações de tráfego mais reduzido, uma vez que, devido à Segunda Guerra Mundial, se tornou extremamente complicado encontrar os meios necessários para reparação e aquisição de material circulante. Além disso, devido à guerra também houve uma grande escassez de carvão, motivo pelo qual estas automotoras utilizavam combustíveis alternativos.
No entanto, o seu serviço ficou marcado pelas constantes avarias que sofriam, pelo que foram abatidas ao serviço pouco tempo depois da sua introdução, tendo sido substituídas pelas automotoras da Série 0100, em 1948.

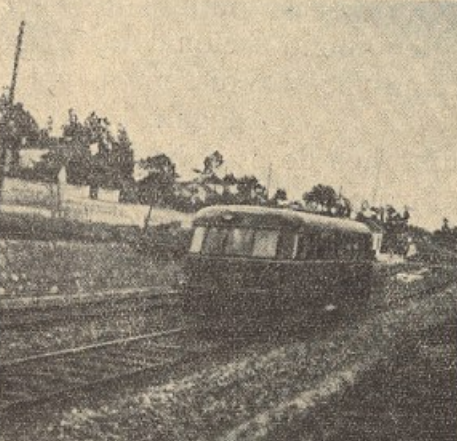
Automotora desta série a fazer um comboio rápido entre o Porto e Coimbra.

## Ficha técnica
- Características de exploração
  - Ano de entrada ao serviço:1943 - 1948[2]
  - Número de unidades construídas: 7[1]
- Dados gerais
  - Construtor: Oficinas de Santa Apolónia[1]
  - Bitola: 1668 mm[1]
  - Tipo de tracção: Gasolina ou gasogénio[1]
  - Comprimento: 8,67 metros[2]
- Transmissão
  - Tipo: Mecânica, de quatro velocidades e marcha à ré [2]
- Motores de tracção
  - Motor diesel
    - Número: 1[2]
    - Construtor: Chevrolet[1]
    - Tipo: Motor de 3500 cm3[2]
    - Potência: 90 cavalos[1]
- Características de funcionamento
  - Velocidade máxima: 80 km/h[2]